# Saint-Senier-sous-Avranches
Saint-Senier-sous-Avranches là một xã thuộc tỉnh Manche trong vùng Normandie tây bắc nước Pháp. Xã này nằm ở khu vực có độ cao trung bình 80 mét trên mực nước biển.